# 30-я бронетанковая бригада
30-я бронетанковая бригада (англ. 30th Armored Brigade Combat Team) — тактическое соединение Армии Национальной гвардии США.
Сокращённое наименование в английском языке — 30th ABCT.

## Состав
Бригада включает в себя:

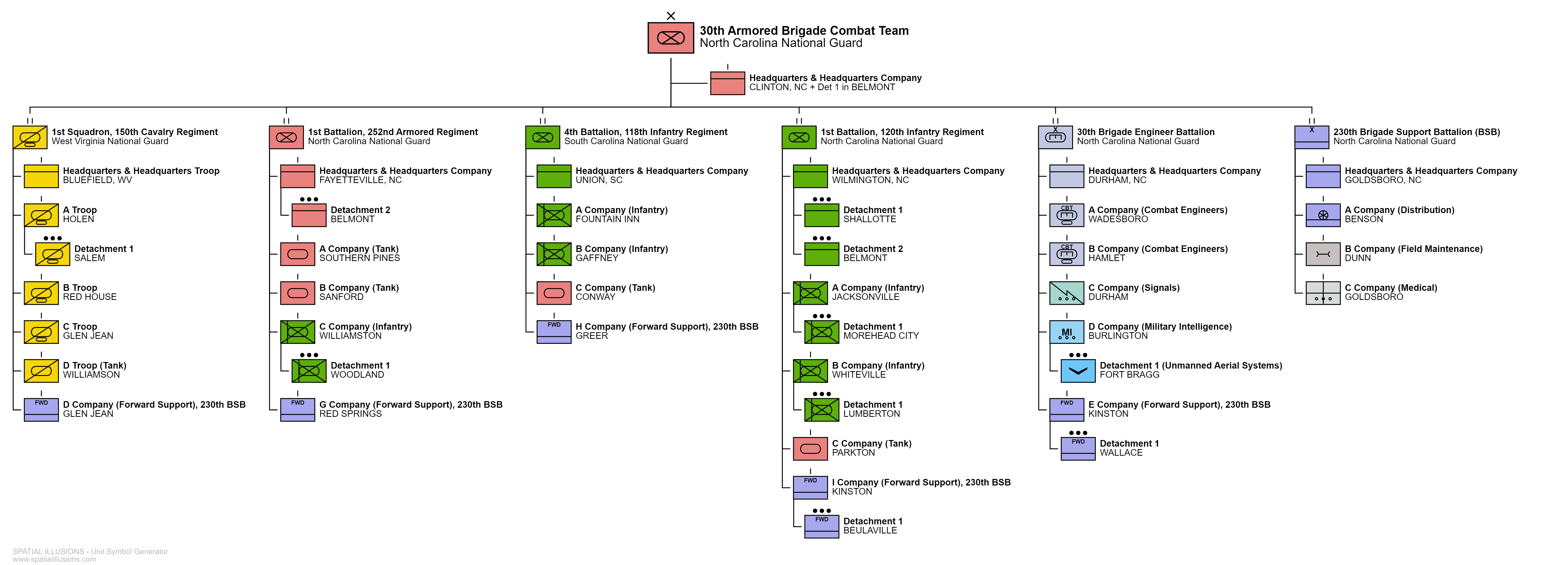
ОШС бригады на 2023 год.

- Штаб и рота управления (Brigade Headquarters and Headquarters Company) (Клинтон))
- 1-й эскадрон 150-го кавалерийского полка (1st Squadron, 150th Cavalry Regiment) (Блуфилд)[2]
- 252-й бронетанковый полк (252nd Armor Regiment) (Фейетвилл)
- 1-й батальон 120-го пехотного полка (1st Battalion, 120th Infantry Regiment) (Уилмингтон)
- 4-й батальон 118-го пехотного полка (4th Battalion, 118th Infantry Regiment) (Юнион)
- 1-й дивизион 113-го артиллерийского полка (1st Battalion, 113th Field Artillery Regiment) (Шарлотт)[3]
- 236-й инженерный батальон (236th Brigade Engineer Battalion) (Дарем)
- 230-й батальон поддержки бригады (230th Brigade Support Battalion) (Голдсборо)[3]

## История
В 1974 году 30-я пехотная дивизия прекратила свое существование, а её подразделения были распределены между Национальными гвардиями Северной Каролины, Южной Каролины и Джорджии. Для продолжения преемственности 30-й пехотной дивизии была выбрана 30-я пехотная бригада (механизированная) из Северной Каролины.
Бригада принимала участие в учениях Exercise Display Determination в 1984, 1986, 1987 и 1992 годах.
Бригада была включена в состав 24-й пехотной дивизии 5 июня 1999 года во время церемонии воссоздания дивизии в рамках концепции интегрированной дивизии активного/резервного компонентов. Штаб 24-й дивизии являлся действующим подразделением, расположенным в Форт-Райли, штат Канзас, а все подчинённые подразделения были подразделениями Национальной гвардии.
В 2000—2001 годах несколько отдельных подразделений 30-й бригады были отобраны для участия в шестимесячной миротворческой миссии в раздираемой войной Боснии и Герцеговине. Эта командировка стала первым случаем использования войск Национальной гвардии в качестве патрульных сил на передовой с момента начала развёртывания боевых подразделений в регионе.
В июле 2002 года бригада провела операцию Hickory Sting '02 в Форт-Райли, штат Канзас, в рамках подготовки к предстоящей в следующем году ротации подразделения в Национальный учебный центр (Форт-Ирвин). В это время к бригаде присоединилось подразделение из Иллинойса, батарея G 202-го полка ПВО. Ротация подразделения в НУЦ в 2003 году получила название «Операция „Тархильский гром“» (Tarheel Thunder). После успешного завершения ротации в НУЦ 30-я бригада вместе с 39-й пехотной бригадой из Арканзаса была проинформирована о том, что они будут развёрнуты в рамках операции «Иракская свобода».
В феврале 2004 года бригада начала годичное развёртывание в провинции Дияла в Ираке. После размещёния 30-я пехотная бригада стала первой боевой бригадой Национальной гвардии, которая была направлена на войну после Корейской войны 50 годами ранее. Бригада также стала первой бригадой Национальной гвардии, имеющей свой собственный район действий в Ираке.
В 2004 году один из военнослужащих бригады, сержант Фредерико Мерида, был осужден за убийство иракского нацгвардейца на ФОБ «Маккензи» в провинции Салах-эд-Дин около деревни ад-Даур и приговорён к 25 годам лишения свободы на последующем военном трибунале. По всей видимости, он убил члена иракской национальной гвардии в результате неудачного сексуального контакта.

### Битва при Баакубе
Первое сражение при Баакубе (не путать с войсковой операцией «Потрошитель стрел» (Arrowhead Ripper) в 2007 году) стало одним из самых ожесточённых боёв, с которыми столкнулась бригада во время своего развёртывания. Бой начался примерно в 5:30 утра 24 июня 2004 года по местному времени, когда повстанцы из группировки «Аль-Таухид валь-Джихад» (она же «Аль-Каида в Ираке») попытались устроить засаду на 3-й взвод роты А (Альфа) 1-го батальона 120-й пехотного полка (механизированный), используя стрелковое оружие, крупнокалиберные пулемёты, СВУ и РПГ. Взвод смог прорваться из засады и попытался переломить ход боя контратакой. Однако полученные в ходе боя повреждения всех трёх боевых машин M2 Bradley механизированного взвода вынудили прекратить контратаку, и преимущество вновь оказалось на стороне повстанцев.
Примерно в 6:00 утра подкрепление из роты А, включая командира роты капитана Кристофера Кэша, покинуло передовую оперативную базу подразделения и также почти сразу попало в засаду. При этом капитан Кэш был убит. БМП «Брэдли», в котором был убит капитан Кэш, и ещё один вернулись на базу, оставив только три Брэдли из 1-го взвода для усиления 3-го взвода. Когда подкрепление продвигалось к 3-му взводу, в один из Брэдли попал гранатомёт РПГ-7, в результате чего был ранен специалист Даниэль Десенс и ещё несколько человек. Сержант взвода, сержант первого класса Чад Стивенс, под огнем без бронежилетов и оружия перебрался со своего «Брэдли» на машину Десенса, чтобы забрать раненого специалиста. Пока взводный медик, сержант Ральф Изабелла, оказывал помощь специалисту Десенсу, взвод перегруппировался и продолжил движение к 3-му взводу. Когда они снова продвигались к 3-му взводу, «Брэдли» сержанта Стивенса также был подбит из РПГ, в результате чего был тяжело ранен его наводчик и несколько человек, включая сержанта Стивенса.
После того как взвод сержанта первого класса Стивенса достиг цели, специалист Десенс и шесть других раненых были эвакуированы на вертолёте, и взвод продолжал бой до 3:00 утра следующего дня. Позже специалист Десенс умер от ран. Сержант 1 класса Стивенс в итоге получил Серебряную звезду за свои действия.
В ходе хорошо скоординированной атаки, продолжавшейся ещё восемь часов, повстанцы смогли захватить два иракских полицейских участка, а также подвергли ракетному и миномётному обстрелу ФОБ «Уорхорс» — базу передового развёртывания подразделения. В конце концов, коалиционные силы смогли обнаружить укрытия и опорные пункты противника с помощью БЛА, а штурмовики нанесли по ним бомбовые удары. В итоге двое солдат из 30-й бригады были убиты и шестеро ранены. Хотя фактическое число погибших противника варьируется, по оценкам коалиционных сил, в результате атаки было убито не менее 60 повстанцев. Абу Мусаб аз-Заркави взял на себя ответственность за нападение, хотя некоторые эксперты сомневаются, что «Аль-Каида в Ираке» (АКИ) была способна спланировать и осуществить такое организованное нападение, несмотря на то, что повстанцы видели флаги «Аль-Каиды в Ираке», поднятые над двумя захваченными полицейскими участками.
Заркави заявил о победе над американцами в этом бою, хотя, возможно, это была пиррова победа, так как число погибших среди повстанцев было намного больше, чем среди коалиции, и нападение не заставило американцев покинуть город и не остановило запланированную на конец месяца передачу власти в городе от Временной коалиционной администрации Временному правительству Ирака. Через два года Заркави был убит в результате воздушной атаки под Баакубой, а через год после этого в ходе операции «Потрошитель стрел» удалось вытеснить из города значительную часть оставшихся сил повстанцев.

### Возвращение в США
В начале 2005 года, после возвращения бригады из Ирака, 30-я пехотная бригада была преобразована в 30-ю тяжёлую бригаду (30th Heavy Brigade Combat Team) в рамках новой концепции бригад. После преобразования бригада расформировала 119-й пехотный полк, чьё происхождение в Национальной гвардии Северной Каролины можно проследить ещё до Гражданской войны в США. Затем бригада получила 1-й эскадрон 150-го кавалерийского полка (WV ARNG) в качестве разведывательного элемента бригады. 1-150-й эскадрон ранее был развёрнут вместе с бригадой в Ираке как 1-150-й бронетанковый (1-150th Armor). В состав бригады также вошел 30-й батальон специальных войск.

### Операция «Иракская свобода VII»
В начале 2009 года 30-я HBCT начала мобилизацию в Кэмп-Шелби, штат Миссисипи, для проведения учений по проверке боеготовности перед развертыванием. К концу апреля 2009 года бригада прибыла в Ирак и начала процесс замены 2-й бригады 1-й бронетанковой дивизии. Вскоре после этого бригада начала патрулирование к югу от Багдада в составе многонациональной дивизии «Багдад».
21 мая, менее чем через месяц после прибытия в Ирак, бригада понесла первые потери. Во время встречи с местными чиновниками на рынке Дура трое солдат из 1-го батальона 252-го бронетанкового полка из группы по связям с мирным населением были убиты взрывом жилета смертника-террориста в районе Аль-Рашид на юго-западе Багдада вместе с несколькими гражданскими лицами. Подразделение «Альфа» также из 1-го батальона 252-го бронетанкового полка находилось в районе рынка в то же утро, когда произошло нападение. Их быстрая реакция на инцидент привела к своевременному лечению и наземной эвакуации оставшихся раненых солдат в полевой госпиталь.
В тот же день солдаты батареи «А» 1-го дивизиона 113-го артиллерийского полка провели успешную стрельбу высокоточным управляемым артиллерийским снарядом M982 Excalibur с ФОБ «Махмудия». Это стало первым случаем применения нового высокоточного управляемого боеприпаса в Ираке подразделением Национальной гвардии.
Чуть больше месяца спустя бригада понесла ещё четыре потери, на этот раз из роты «А» 1-го батальона 120-го пехотного полка. Они погибли, когда 29 июня в районе Махмудии, к югу от Багдада, их автомобиль HMMWV был подорван самодельным взрывным устройством. Это нападение привело к самой большой гибели личного состава бригады с начала операции «Иракская свобода». Один из погибших — старший сержант Хуан Балдеосингх (Baldeosingh) позже будет похоронен на Арлингтонском национальном кладбище. Он стал вторым гвардейцем из Северной Каролины, похороненным на кладбище со времён Второй мировой войны.

### Операция «Спартанский щит»
В 2019 году 30-я бригада была мобилизована из Форт-Блисс (штат Техас) и развёрнута в Кэмп-Бюринге (Camp Buehring) (Кувейт), заменив 4-ю пехотную дивизию, выполнявшую операцию «Спартанский щит». Отсюда многие подразделения бригады отправились на поддержку операций «Спартанский щит» и «Непоколебимая решимость» в страны, расположенные в зоне ответственности Центрального командования.